# Боненбергер, Теодор
Теодор Боненбергер (нем. Theodor Bohnenberger; 25 июля 1868, Штутгарт — октябрь 1941, Бад-Тёльц) — немецкий художник и офицер-кавалерист.

## Биография
Боненбергер обучался у Якоба Грюненвальда и Карла фон Геберлина в Штутгартской художественной школе, затем с 30 апреля 1887 года — в
Королевской академии художеств в Мюнхене у Иоганна Каспара Гертериха и Карла фон Марра. Побывал в ознакомительных поездках в Италии, Франции, Испании и Великобритании. Завершив обучение, обосновался в Мюнхене свободным художником. Боненбергер также имел звание майора кавалерии в запасе. С 1895 года Теодор Боненбергер принимал участие во многих выставках, проводившихся в Мюнхене, Дюссельдорфе и Вене. В 1936 году Теодор Боненбергер выполнил портрет Адольфа Гитлера, который тот подарил Еве Браун на день рождения.